# Tanahuillín
Tanahuillín es una localidad en la comuna de Santa Juana, provincia de Concepción, en Chile.

## Localización
Se encuentra 461 kilómetros al suroeste de la capital, Santiago de Chile. Es cruzada por la carretera que une Santa Juana con Laja, finalizando esta carretera en el Río Biobío que separa ambas comunas. 

## Población y economía
Es una de las localidades más grandes de su comuna, ya que cuenta con una población de 133 habitantes en su zona aglomerada, dedicados en su gran mayoría a la agricultura y turismo rural, además del ámbito forestal gracias a sus extensas plantaciones de pino y eucalyptus, si bien en un menor grado.

## Etimología
Tanahuillín significa "Golpear la nutria"; es una palabra compuesta por las voces traun, golpearse, y willin, nutria en mapudungun